# Eucera grandis
Eucera grandis là một loài Hymenoptera trong họ Apidae. Loài này được Fonscolombe mô tả khoa học năm 1846.